# Pavel Tesař
Pavel Tesař (* 26. Februar 1967 in Prag) ist ein ehemaliger tschechoslowakischer Radrennfahrer.

## Sportliche Laufbahn
Tesař war Bahnradsportler, fuhr aber auch Straßenradrennen. Er war Teilnehmer der Olympischen Sommerspiele 1988 in Seoul. Er bestritt mit dem Vierer der Tschechoslowakei die Mannschaftsverfolgung. Das Team mit Svatopluk Buchta, Zbyněk Fiala, Pavel Soukup, Aleš Trčka und Pavel Tesař belegte den 5. Platz.
Bei den Olympischen Sommerspielen 1992 in Barcelona startete er erneut im Bahnradsport. In der Mannschaftsverfolgung kamen Svatopluk Buchta, Rudolf Juřícký, Jan Panáček und Pavel Tesař auf den 8. Rang.
1988 wurde er bei den nationalen Meisterschaften im Bahnradsport Zweiter in der Einerverfolgung, 1989 ebenfalls Zweiter. Im Mannschaftszeitfahren wurde er 1987 Dritter der Meisterschaft, 1988 und 1989 Zweiter. 1991 konnte er den Titel gemeinsam mit seinem Bruder gewinnen.

## Familiäres
Er ist der Bruder von Lubor Tesař.